# 平井大橋出入口
平井大橋出入口（ひらいおおはしでいりぐち）は東京都葛飾区にある首都高速道路中央環状線のインターチェンジである。堀切JCT方面の出入口のみ設置されているハーフインターチェンジである。
平井大橋の橋梁の途中に出入口を設けている。

## 連絡している道路
- 蔵前橋通り（東京都道315号御徒町小岩線）

## 周辺
- 新小岩駅
- 平井駅
- 新小岩陸橋
- 中川
- 荒川

## 隣
首都高速中央環状線
(C41,C42)四つ木出入口 - (C43)平井大橋出入口 - 小松川JCT/(C45)中環小松川入口/小松川出口